# Combined Chiefs of Staff

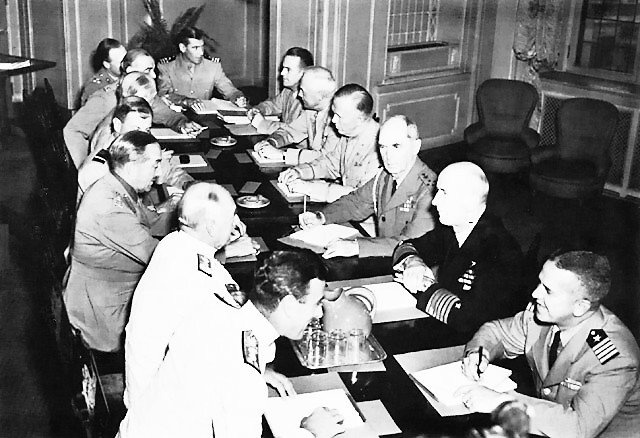
Combined Chiefs of Staff in Québec, 1943

Die Combined Chiefs of Staff (CCS) waren ein gemeinsamer Operations- und Planungsstab der USA und Großbritanniens während des Zweiten Weltkriegs. Er wurde am 14. Januar 1942 auf der Arcadia-Konferenz der beiden Alliierten gegründet. Der offizielle Sitz war in Washington, D.C.

## Zusammensetzung
Den Combined Chiefs of Staff gehörten die Stabschefs aller Teilstreitkräfte der US-Streitkräfte und der Britischen Streitkräfte an, die meist von ständigen Delegierten (British Joint Staff Mission) vertreten wurden. Die CCS waren zudem direkt dem US-Präsidenten Franklin D. Roosevelt und Großbritanniens Premierminister Winston Churchill unterstellt und nahmen an allen Unterredungen und Konferenzen teil. Die Hauptaufgabe der CCS war die Umsetzung der strategischen und militärischen Beschlüsse in konkrete Planungen und daraus resultierende Weisungen an die Oberbefehlshaber Dwight D. Eisenhower in Europa, Douglas MacArthur und Chester W. Nimitz im Pazifik. Darüber hinaus oblag den CCS die Koordination der Geheimdiensteinsätze. Für die Kriegsschauplätze in Europa und dem Pazifik planten die CCS die Nachschublieferungen, teilten die Truppen für die Einsätze ein, steuerten die Rüstung und waren für die administrative Kontrolle der eroberten Gebiete zuständig.

### Großbritannien
- Field Marshal John Dill (Chief of the Imperial General Staff; bis November 1944)
- Admiral James Fownes Somerville (für den Ersten Seelord; ab August 1944)
- Air Marshal Sir William Lawrie Welsh (für den Generalstabschef der Royal Air Force)

### USA
- Fleet Admiral William Daniel Leahy (persönlicher Stabschef Roosevelts in dessen Funktion als Oberbefehlshaber der Streitkräfte)
- General of the Army George C. Marshall (Chief of Staff of the Army)
- Fleet Admiral Ernest J. King (Chief of Naval Operations und Commander in Chief of the US Fleet)
- General of the Army Henry H. Arnold (Deputy Army Chief of Staff for Air und Commanding General der Army Air Forces)